# ヒロイン失格
『ヒロイン失格』（ヒロインしっかく）は、幸田もも子による日本の漫画作品。『別冊マーガレット』（集英社）2010年4月号から2013年4月号にかけて連載された。
2012年度講談社漫画賞にノミネートされている（落選）。2015年、実写映画化。

## ストーリー
女の子は誰しも自分が恋愛物語のヒロイン（主人公）になることを夢見るもの。
高校生・松崎はとり（以下 はとり）は、幼なじみで同じ高校に通う寺坂利太（以下 利太）に、密かな恋心を抱いていた。
利太は、その端正な顔立ちから、女の子に非常によくモテ、これまでいろいろな女の子と付き合ってきたが、ほとんどが長続きしなかった。
はとりは、利太がいろいろな女の子と付き合っても、それらの女の子はあくまで脇役で、利太が最後に選ぶ彼女ははとりで「利太のヒロインは、絶対に自分だ」と根拠のない自信を持っていた。
しかし現実はそんなに甘くない。
ある日、安達未帆（以下 未帆）が不良グループに絡まれているところを利太が助け、それをきっかけに利太と未帆が付き合い始めた。
未帆は地味で控えめな性格であったので、はとりは初め、「新たな脇役が一人増えただけ」と高をくくっていたが、未帆の｢私は寺坂くんが今まで付き合ってきた彼女たちみたく、寺坂くんとすぐに終わりたくない。長い目で見て最後に私を選んでくれればいいなって……｣との発言を聞き、未帆が利太に対し自分と同じように考えているのを知り、｢利太の本当のヒロインは、自分(はとり)｣という絶対の自信が、急速に崩れ始めた。

## 登場キャラクター
松崎はとり（まつざき はとり）
主人公。連載開始時は高校１年生。幼馴染みの利太のことを5年間一途に想っている。一人称は「あたし」。変顔が豊富。古典的少女漫画の様な顔に変えることも多い。
利太のヒロインは自分だと信じて疑わず頃合いを見て彼女になるつもり（自然と彼女になれるものだと根拠なく信じていた）だったが、脇役としか見ていなかった安達にその座を奪われた。以後は様々な手でヒロインの座を奪い返そうとするも返り討ちに合うというパターンが多い。
だが弘光のアプローチを受け心が揺らぎ始め、真剣な告白を受けたことで弘光の彼女となる。
しかし利太への想いを捨て去ることが出来ず、悩んだ末に弘光と別れ、利太と結ばれることになった。血液型はA型。
寺坂利太（てらさか りた）
はとりの幼なじみ。陸上部に所属しており端正な顔立ち。モテるが、今まで女とはいい加減な付き合いしかしてこなかった。とあることがきっかけで安達と付き合い始め、今までとは違う真剣な交際をするようになる。
だが弘光と親密になっていくはとりを見て、それを面白くないと思っている自分に気付き、実は昔からはとりのことが好きだったと自覚する。自分の気持ちに気付いてからは、安達への罪の意識と、すでに他人の彼女となったはとりへの想いで悩むようになる。
幼い頃、母親が若い男と蒸発した過去を持つ。そのため本気で好きになった人に離れていかれることに恐怖を感じており、誰にも本気になれない（はとり評）。作中ではとりにチョップしたときは「利太の嬉しいときの癖」（はとり評）という設定になっている。血液型はO型。
安達未帆（あだち みほ）
利太の彼女。地味でブスで色気がなくて鈍臭くて冴えないが、真面目でいい子。真っ直ぐでお人好し。KYで無神経なところがある。弘光曰く、偽善者。男性経験が全くない、
「寺坂くんが他の誰かを好きになったときは仕方ないけど別れる」というスタンスで、それが余計はとりを苛立たせたが、実際に利太が自分の側を離れようとすると耐えられないことに気付き、必死に引き止めようとする一面を見せる。
利太と別れて以降はしばらく出番がなかったが、再登場時は別人のように垢抜けた容姿になっており、複数の男と関係を持ったり暴力男と付き合うなど破滅的な行動が目立つようになった。
責任を感じつきまとう利太を鬱陶しいと思いつつも、根負けし男との関係を断つ。改めて、利太がはとりと向き合えるように後押しした。
中島杏子（なかじま きょうこ）
はとりの友達。冷静でクールで毒舌。はとりからは「愚かなる中島」と呼ばれることが多い。
読者の気持ちを代弁するように、暴走しがちなはとりをいつも諌め現実的な解決策を提案するが受け入れられることは少ない。
時には物理的なツッコミさえするが友人としてはとりのことを気にかけており、彼女の心を振り回す利太には辛辣な言葉を投げかけることもある。
面倒見の良い性格であり、利太が安達と別れ、精神的、身体的に病んでいた際は一時期世話を焼いていた。その過程で何度か利太を意識したことも。
弘光廣祐（ひろみつ こうすけ）
バスケ部所属。NYASの柿P（NEWSの山Pを捩（もじ）っていると考えられる）似のイケメン。恋愛などただの思いこみという考えであり、女に対してもかなりいい加減な付き合いしかしていない。ただし、真剣な告白を受けた際は「傷つけたくない」という理由で断る一面もある。
当初は自分を特別なヒロインだと思い込んでいるはとりへの興味と、利太へのあてつけではとりにちょっかいをだしていたが、交流を重ねていくうちに、はとりに対してこれまで自分が嘲笑っていたコントロールできない感情を抱くようになり、はとりに告白した。
付き合うようになってからは他の女とは縁を切り、セックスも無理強いしないといった誠実さを見せるようになった。血液型はA型。
弘光萌（ひろみつ もえ）
弘光のイトコ。はとりたちと同校の同学年。はとりの恋を応援すると言いながらちゃっかり利太に惚れる。
なお、あっさり振られてからは、再びはとりを応援している。

## 書誌情報

### 漫画
- 幸田もも子 『ヒロイン失格』 集英社 〈マーガレットコミックス〉、全10巻
  1. 2010年8月25日発売[6]、『別冊マーガレット』2010年4月号[1] - 7月号、ISBN 978-4-08-846560-9
  2. 2010年12月24日発売[7]、『別冊マーガレット』2010年9月号[8] - 12月号、ISBN 978-4-08-846606-4
  3. 2011年4月25日発売[9]、『別冊マーガレット』2011年1月号 - 4月号、ISBN 978-4-08-846646-0
    - 番外編 ヒロイン合格[10]（『別冊マーガレットsister』2011年1月増刊号）

  4. 2011年8月25日発売[11]、『別冊マーガレット』2011年5月号 - 8月号、ISBN 978-4-08-846689-7
    - 番外編 当て馬失格[12]（『別冊マーガレットsister』2011年5月増刊号）
    - 松崎はとりのヒロイン的1日[13]（『別冊マーガレット』2011年5月号別冊ふろく『別マ勝手に3大ヒロイン対決!!リターンズ!!』）

  5. 2011年12月22日発売[14]、『別冊マーガレット』2011年9月号 - 11月号、ISBN 978-4-08-846730-6
    - 番外編　脇役失格[15]（『別冊マーガレットsister』2011年11月増刊号）

  6. 2012年3月23日発売[16]、『別冊マーガレット』2011年12月号 - 2012年3月号、ISBN 978-4-08-846757-3
  7. 2012年6月25日発売[17]、『別冊マーガレット』2012年4月号 - 6月号、ISBN 978-4-08-846788-7
    - サンキュー☆ラストサムライ（『デラックスマーガレット』2009年3月号）

  8. 2012年10月25日発売[18]、『別冊マーガレット』2012年7月号 - 10月号、ISBN 978-4-08-846846-4
  9. 2013年2月25日発売[19]、『別冊マーガレット』2012年11月号 - 2013年2月号、ISBN 978-4-08-846895-2
  10. 2013年5月24日発売[20]、『別冊マーガレット』2013年3月号 - 4月号[2]、ISBN 978-4-08-845045-2
    - ヒロイン失格 番外編（『別冊マーガレット』2013年5月号）
    - 総理でソーリー（『別冊マーガレット』2009年9月号別冊ふろく『Next Generation』）
- 幸田もも子 『ヒロイン失格』 集英社 〈SHUEISHA Girls Remix〉、全1巻
  1. 2015年9月11日発売、ISBN 978-4-08-113476-2

### 小説
- 原作:幸田もも子、著者:松田朱夏 『ヒロイン失格 映画ノベライズ みらい文庫版』 〈集英社みらい文庫〉、全1巻
  1. 2015年8月5日発売[21]、ISBN 978-4-08-321282-6
- 原作:幸田もも子、著者:せひらあやみ 『映画ノベライズ ヒロイン失格』 〈集英社オレンジ文庫〉、全1巻
  1. 2015年8月20日発売[22]、ISBN 978-4-08-680035-8

### 関連作品
- ヒロインの流星[23]（『マーガレット』2013年12号別冊ふろく『miniマーガレット』、やまもり三香『ひるなかの流星』7巻収録）
- ヒロイン失格 番外編[24]（『別冊マーガレットsister』2015年10月増刊号 秋フェス01、幸田もも子『センセイ君主』8巻収録）
- ヒロイン君主[25]（『別冊マーガレット』2015年10月号、幸田もも子『センセイ君主』8巻収録）

## モーションコミック
2014年2月10日より、J:COM オン デマンドやauビデオパスなどau/J:COMの動画配信サービスでモーションコミックが配信された。マーガレット&別冊マーガレットは50周年の企画のうちのひとつ。現在は配信終了。
キャスト
- 松崎はとり - 夏陽りんこ
- 寺坂利太 - 浜添伸也
- 安達未帆 - 持月玲依
- 中島杏子 - 西口杏里沙

## 映画
2015年9月19日公開。監督は英勉、主演は桐谷美玲。

### キャスト
- 松崎はとり - 桐谷美玲（幼少期：根岸姫奈）
- 寺坂利太 - 山﨑賢人（幼少期：荒木飛羽）
- 弘光廣祐 - 坂口健太郎
- 中島杏子 - 福田彩乃
- 安達未帆 - 我妻三輪子
- 恵美 - 高橋メアリージュン
- 中尾彬（本人役） - 中尾彬（特別出演）
- 柳沢慎吾（本人役） - 柳沢慎吾（特別出演）
- 六角精児（本人役） - 六角精児（特別出演）
- 利太の母 - 濱田マリ
- 学食のオヤジ - 竹内力
- 桝太一[28]
- 赤楚衛二
- 今野浩喜(キングオブコメディ)

### スタッフ
- 原作 - 幸田もも子『ヒロイン失格』（集英社マーガレットコミックス刊）
- 監督 - 英勉
- 脚本 - 吉田恵里香
- 音楽 - 横山克
- 主題歌 - 西野カナ「トリセツ」（SME Records）
- 製作 - 中山良夫、中村理一郎、福田太一、井上肇、柏木登、藪下維也、吉川英作、村松俊亮、宮本直人、佐竹一美
- ゼネラル・プロデューサー - 奥田誠治
- エグゼクティブプロデューサー - 門屋大輔
- プロデューサー - 伊藤卓哉、宇田川寧
- 撮影 - 小松高志
- 照明 - 蒔苗友一郎、岩切弘治
- 録音 - 加来昭彦
- 美術 - 金勝浩一
- スタイリスト - 浜井貴子、白石敦子
- ヘアメイク - 橋本申二
- VFXスーパーバイザー - 大萩真司
- 編集 - 相良直一郎
- スクリプター - 赤澤環
- 助監督 - 中里洋一
- 制作担当 - 堀田剛史
- ラインプロデューサー - 的場明日香
- 配給 - ワーナー・ブラザース映画
- 制作プロダクション - ダブ
- 企画・製作幹事 - 日本テレビ放送網
- 製作 - 映画「ヒロイン失格」製作委員会（日本テレビ放送網、電通、ワーナー・ブラザース映画、パルコ、VAP、読売テレビ放送、日本出版販売、ソニー・ミュージックレーベルズ、GYAO、ダブ、札幌テレビ放送、宮城テレビ放送、静岡第一テレビ、中京テレビ放送、広島テレビ放送、福岡放送）

### Blu-ray / DVD
2016年3月9日発売。発売・販売元はバップ。
- ヒロイン失格（2枚組）
  - ディスク1：本編ディスク
  - ディスク2：特典ディスク（Blu-ray版はBlu-ray、DVD版はDVDで収録）
    - メイキング
    - 特報
    - 劇場予告編集
    - TVスポット集
    - MOVIXムービーポリシー動画
    - 書店用コミックコラボPV
    - 完成報告記者会見（6/21）
    - 大阪キャンペーン（8/28）
    - ジャパンプレミア（8/31）
    - 福岡・大阪キャンペーン（9/10～）
    - 初日舞台挨拶（9/19）
    - キャストインタビュー&キャスト×原作者対談
    - PR番組1 「ヒロイン失格公開記念 笑って泣けてキュンとする恋愛映画!?舞台裏スペシャル」
    - PR番組2 「東京暇人」より スペシャル座談会再編集ver.
    - PR番組3 5分フィラー
    - 「ZIP!」コラボ企画「めざせ! ヒロインへの道!」全5回

  - 封入特典
    - ブックレット

  - 初回限定特典
    - ホロ加工済みティザービジュアル使用特製スリーブケース付きクリアーピンクケース仕様

### 受賞
- 第39回日本アカデミー賞[29]
  - 新人俳優賞（山﨑賢人・『orange - オレンジ -』と共に受賞）

### テレビ放送
| 回数 | テレビ局   | 番組名 （放送枠名） | 放送日        | 放送時間      | 放送分数 | 視聴率 | 備考                                                                                                  |
| ---- | ---------- | ------------------- | ------------- | ------------- | -------- | ------ | --- |
| 1    | 日本テレビ | 金曜ロードSHOW!     | 2016年9月30日 | 21:00 - 22:54 | 114      | 8.3%   | 地上波初放送（文字多重放送 / データ放送）。 放送時間は114分であり、枠に合わせて一部カットされている。 |
| 2    | 日本テレビ | 映画天国            | 2019年7月16日 | 1:59 - 3:59   | 120      |        | 関東ローカル                                                                                          |